# Villa Waldhof
Die Villa Waldhof liegt im Stadtteil Niederlößnitz der sächsischen Stadt Radebeul, in der Paradiesstraße 46. Das Anwesen gehörte bis in das 19. Jahrhundert mit der heutigen Adresse Paradiesstraße 48, dem Landhaus Mehlhorn, zusammen. Anfang des 20. Jahrhunderts gehörte es als Familienpension einer Schwester der Gebrüder Ziller.

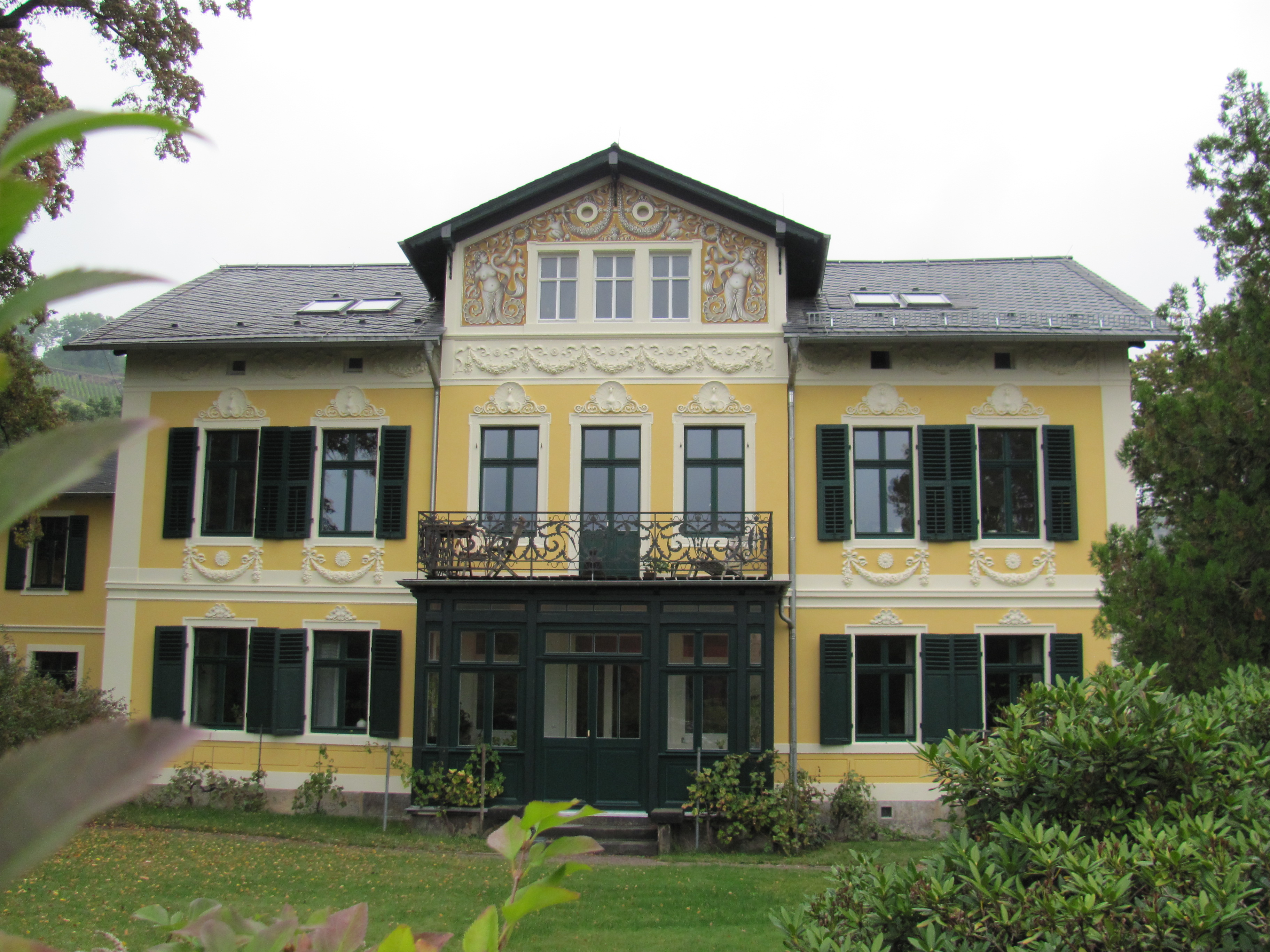
Villa Waldhof (2016)

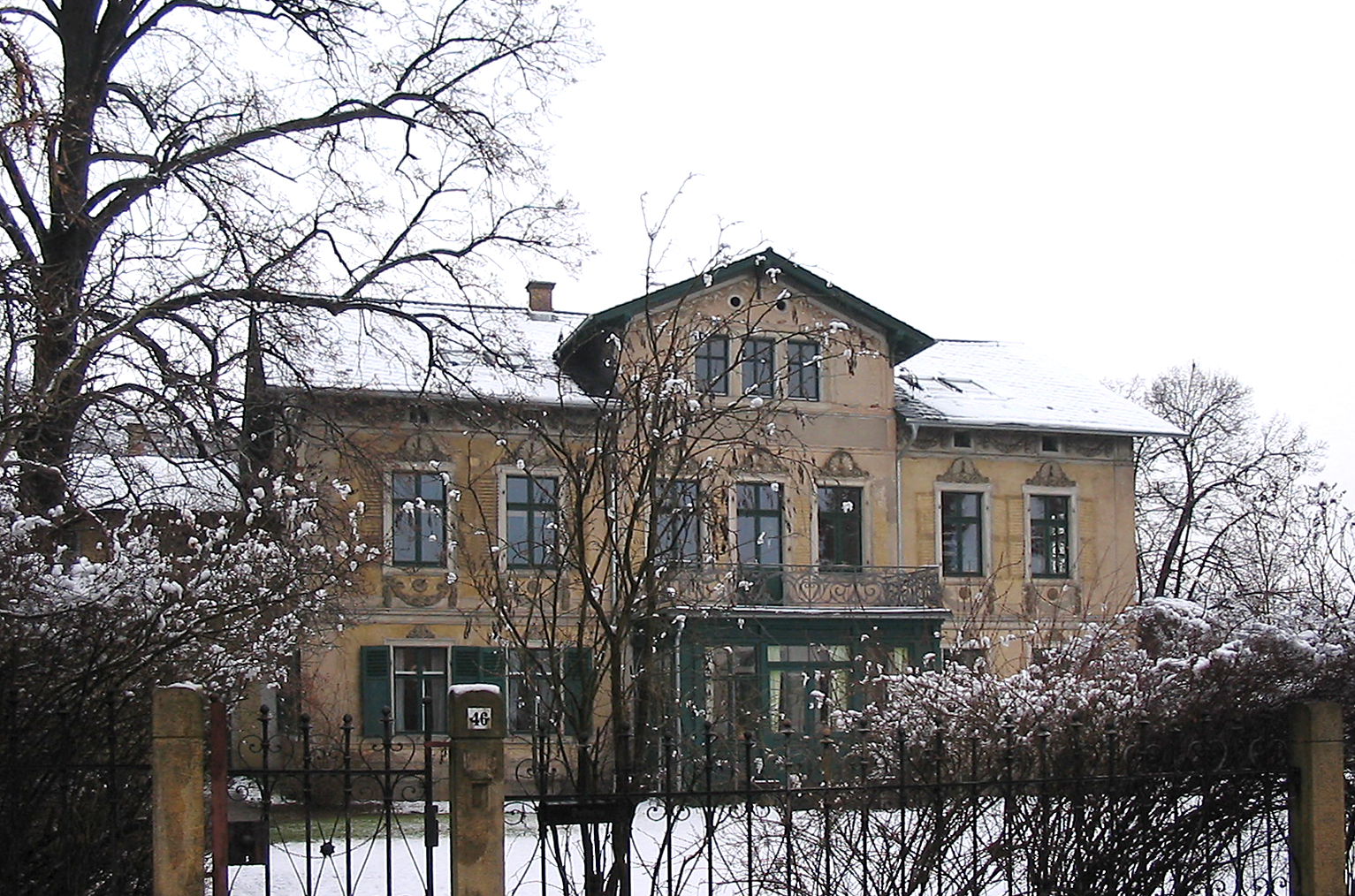
Villa Waldhof (2008)

## Beschreibung
Die mit angebautem Nebengebäude, Garten, Brunnen und Einfriedung denkmalgeschützte landhausartige Villa ist unter dem Namen Haus Benecke seit spätestens 1973 ein Denkmal der Architektur. Sie ist ein zweigeschossiger Bau im Schweizerstil mit einem angebauten niedrigeren Nebengebäude. Die Villa Waldhof wird als schönes Beispiel dieser Stilrichtung im Dehio aufgeführt.
Das Gebäude steht traufständig zur Straße. Der zweigeschossige Bau mit sieben Fensterachsen steht auf einem Sandsteinsockel, er hat einen Kniestock sowie ein flaches, weit vorkragendes Satteldach. In der Hauptansicht zur Straße steht ein dreigeschossiger Mittelrisalit von drei Fensterachsen Breite mit einem Sparrengiebel, davor steht eine hölzerne, geschlossene Veranda mit Austritt obenauf, welcher durch ein verziertes, schmiedeeisernes Gitter begrenzt wird.
Der verputzte Bau wird feinteilig durch Gesimse sowie Ecklisenen gegliedert und durch aufwendige, heute noch vorhandene, Stuckornamentik verziert. Die originalen Fenster wurden mit profilierten Sandsteingewänden eingefasst und mit Lamellen-Klappläden versehen, die Obergeschossfenster waren mit Festons in Brüstungsflächen und Pfauenmotiven in den Bekrönungen verziert. Weitere Festons sind im Drempel zu sehen sowie Reste von Fassadenmalerei im Giebel und im Risalitgiebel.
Die Einfassung des noch recht ursprünglich erhaltenen Anwesens besteht aus Eisengittern zwischen Sandsteinsäulen.
Die insbesondere hinter dem Haus liegende Grünfläche des Grundstücks, zur Hälfte mit alten Bäumen bestanden, gilt als denkmalpflegerische Nebenanlage. Sie reicht bis über den Lößnitzbach und endet vor den Gleisen des Lößnitzdackels.

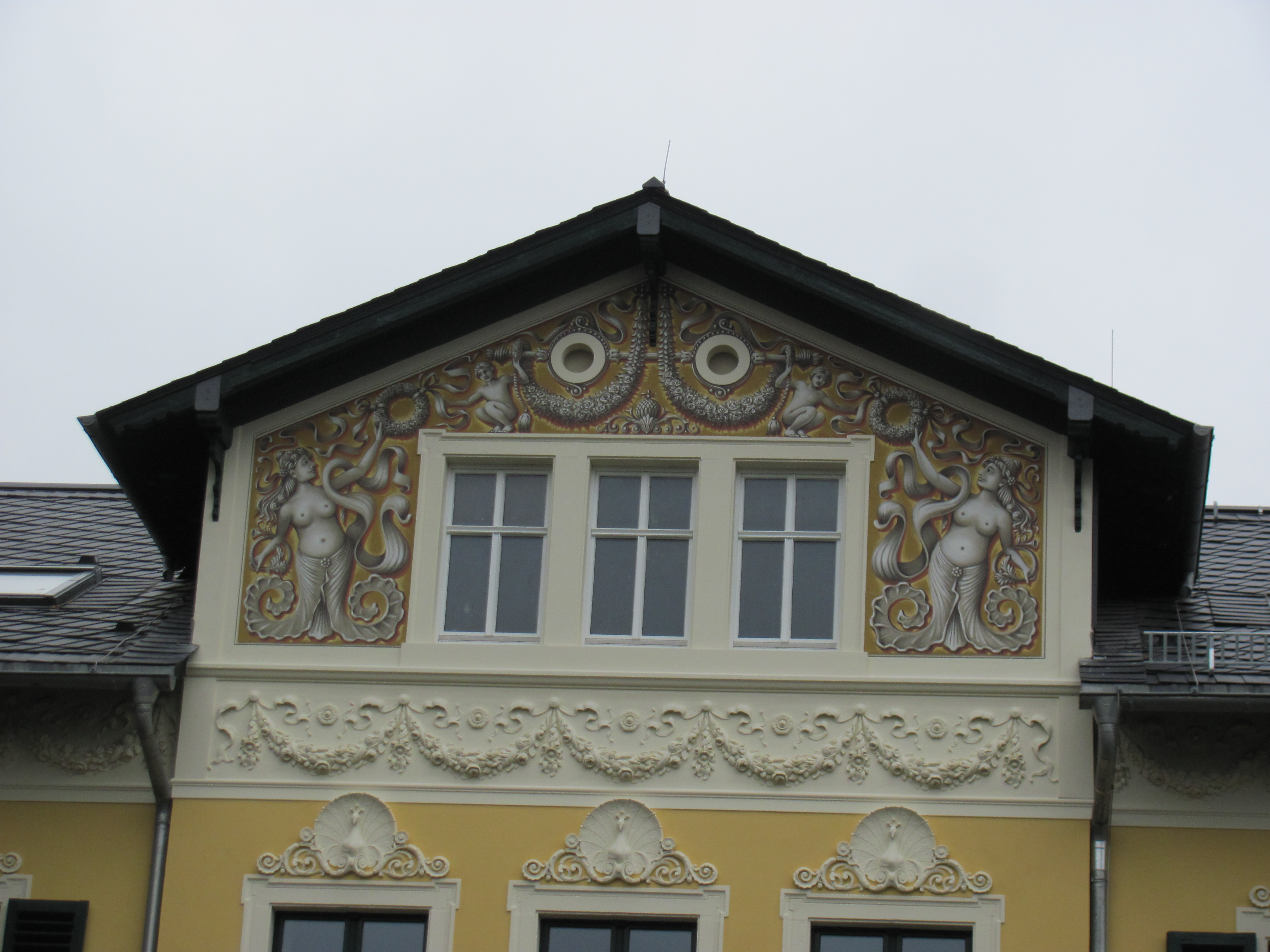
Villa Waldhof, Risalitgiebel
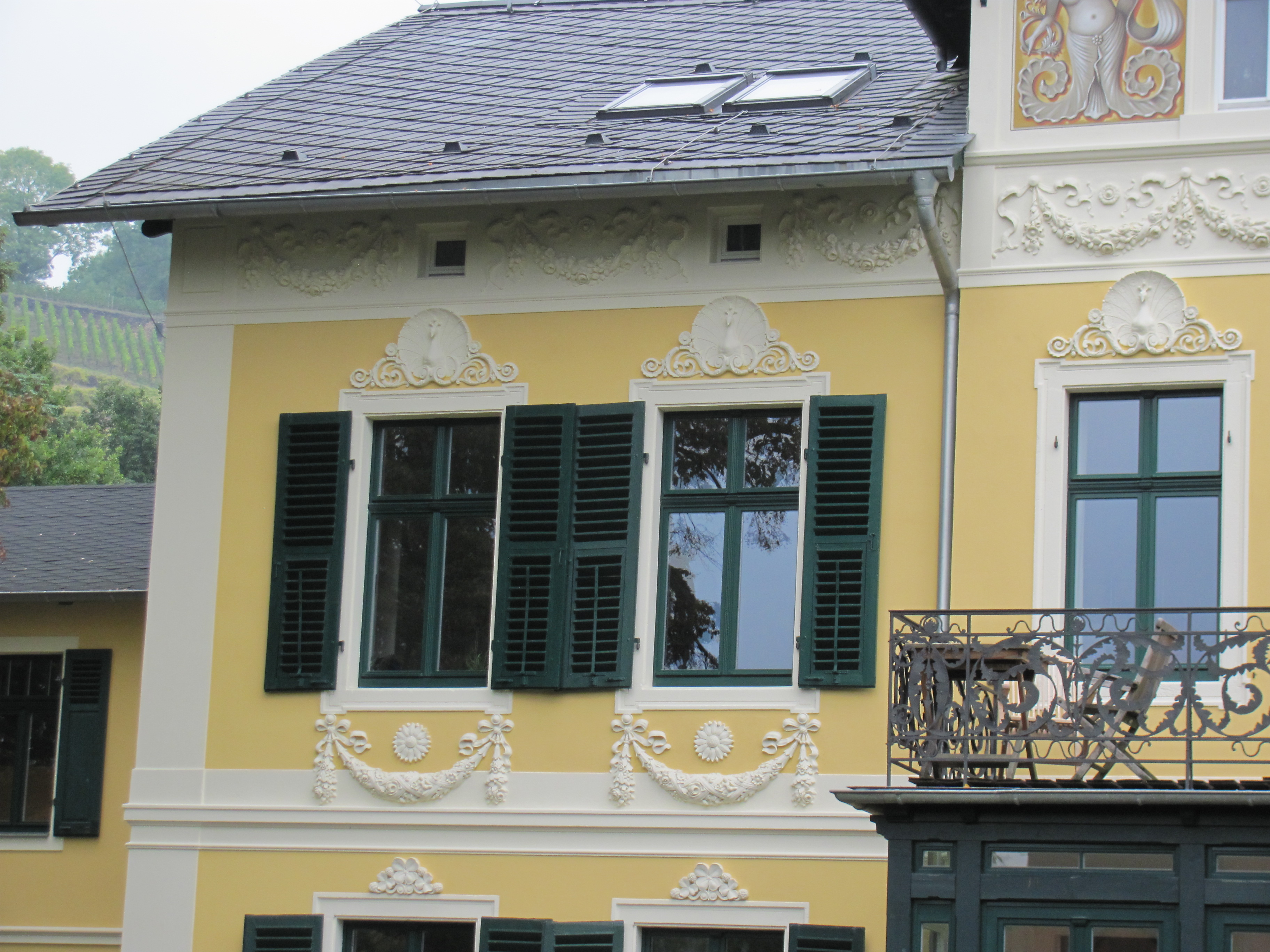
Villa Waldhof, Fassadendetails
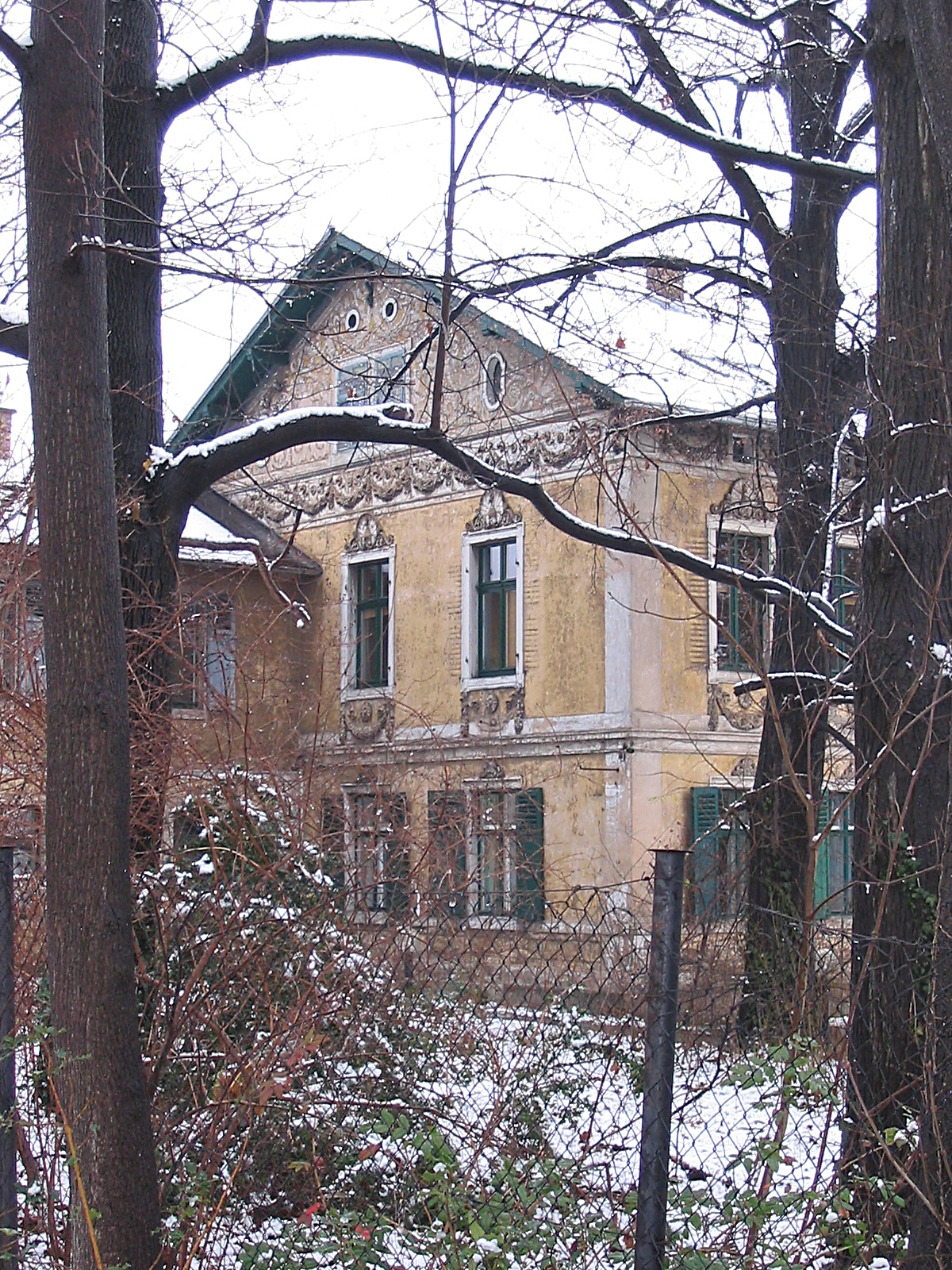
Villa Waldhof, Giebelseite (2008)

## Geschichte

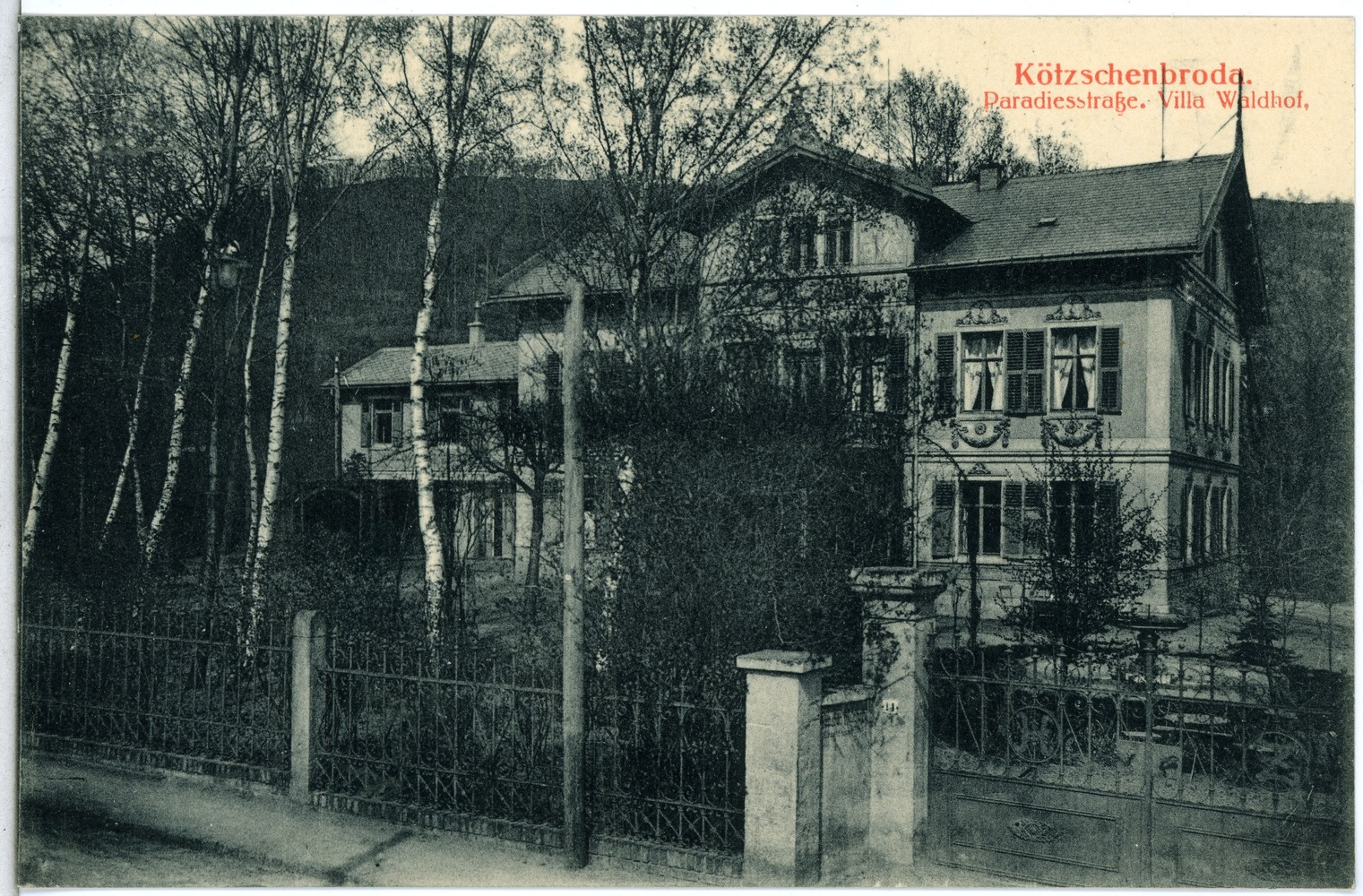
Villa Waldhof (1912). Hinter dem Tor rechts ist die Brunnenschale zu sehen.

Wohl bereits im 18. Jahrhundert entstand das Gebäude Paradiesstraße 48 als Winzerhaus. 1862 beantragte der Oberstleutnant Johann Karl Adolph von Metzradt (auch Carl von Metzradt), „an der Morgenseite des alten Wohnhauses ein neues Wirtschaftsgebäude größtenteils aus roher Wurzel an(zu)bauen und ein neues Wohngebäude (zu) errichten“, also auf der Gebäuderückseite ein Wirtschaftsgebäude anzubauen und unter der heutigen Adresse Paradiesstraße 46 ein Wohnhaus zu bauen. Beide Entwürfe stammten von dem Serkowitzer Baumeister Moritz Ziller, dem späteren Gründer der Baufirma „Gebrüder Ziller“.
1876 beantragte der emeritierte Pastor Heinrich Ahrendts, an das 1863/1864 errichtete Wohngebäude auf der nördlichen, also linken Seite ein eineinhalbgeschossiges Wirtschaftsgebäude für eine Wohnung und eine Waschküche anzubauen.
1910/1911 ließ die Pensionsbesitzerin Helene Ziller (1843–1918), eine der fünf Schwestern der Gebrüder Ziller, durch ihren jüngeren Bruder, den Architekten Paul Ziller, das Nebengebäude ihrer Familienpension „Villa Waldhof“ aufstocken.
Anfang der 2010er Jahre noch unsaniert zeigt sich das Wohnhaus 2016 denkmalpflegerisch instand gesetzt.